# Бур-Сін II
Бур-Сін II — цар Ісіна у першій половині XIX століття до н. е.

## Правління
Фактично його володіння обмежувались Ісіном і Ніппуром. Трималось царство лише за рахунок минулої могутності, а також за рахунок того, що на його території розташовувалось священне для Месопотамії місто — Ніппур. Можливо, Бур-Сіну вдалось ненадовго захопити Ур. Це могло статись наприкінці правління Абісаріхі. Також може бути, що владу Бур-Сіна визнали Ур та Еріду. Однак чітких доказів таких припущень наразі не існує.
1895 року до н. е. вождь аморейського племені яхрурум Суму-абум захопив Вавилон і заснував там своє царство. Зміцнились також аморейські царства у Казаллу й Кіші. Окрім того, цар Ларси Суму-Ель здійснив широкомасштабний наступ на північ, розгромивши армії Казаллу, Кіша й Урука, захопивши місто Сабум і села на березі Євфрату, а також місто Нанна-іша. Видно, що Суму-Ель вів бойові дії далеко на північ від Ісіна, залишивши царство Бур-Сіна II у тилу.
Основні зусилля Бур-Сін спрямовував на зведення оборонних споруд і піднесення храмам. Окрім того він збудував канал. Він спробував скоротити трудову повинність для царських людей до 48 днів на рік на родину, й податок ні-тара для решти населення від 1/5 до 1/10 валового прибутку.